# Pycnophyllopsis cryptantha
Pycnophyllopsis cryptantha là loài thực vật có hoa thuộc họ Cẩm chướng. Loài này được (Mattf.) M. Timana miêu tả khoa học đầu tiên.